# Xi Aurigae
Xi Aurigae (ξ Aurigae, förkortat Xi Aur, ξ  Aur) som är stjärnans Bayerbeteckning, är en ensam stjärna belägen i den norra delen av stjärnbilden Kusken. Den har en skenbar magnitud på 5,00 och är synlig för blotta ögat där ljusföroreningar ej förekommer. Baserat på parallaxmätning inom Hipparcosuppdraget på ca 13,69 mas, beräknas den befinna sig på ett avstånd på ca 238 ljusår (ca 73 parsek) från solen. På det beräknade avståndet minskas stjärnans skenbara magnitud genom skymning med 0,108 enheter på grund av interstellärt stoft.

## Nomenklatur
Xi Aurigae var en gång angiven som en del av stjärnbilden Giraffen och hade Flamsteedbeteckningen 32 Camelopardalis.

## Egenskaper
Xi Aurigae är en blå till vit stjärna i huvudserien av spektralklass A2 Va. Även om den var en av de första stjärnorna som katalogiserats som en Lambda Boötis-stjärna, anser Murphy et al. (2015) att den inte tillhör denna grupp. Den har en massa som nästa dubbelt så stor som solens massa, en radie som är ca 10 procent större än solens och utsänder från dess fotosfär ca 50 gånger mera energi än solen vid en effektiv temperatur på ca 9 150 K.